# Mukdahan
Pour la province de Thaïlande, voir Province de Mukdahan.
Mukdahan (thaï มุกดาหาร) est une ville de la région Nord-Est de la Thaïlande, capitale de la province de Mukdahan. Située sur la rive droite (occidentale) du Mékong, elle est reliée depuis 2006 à la ville laotienne de Savannakhet par le Second pont de l'amitié lao-thaïlandaise.

## Monuments

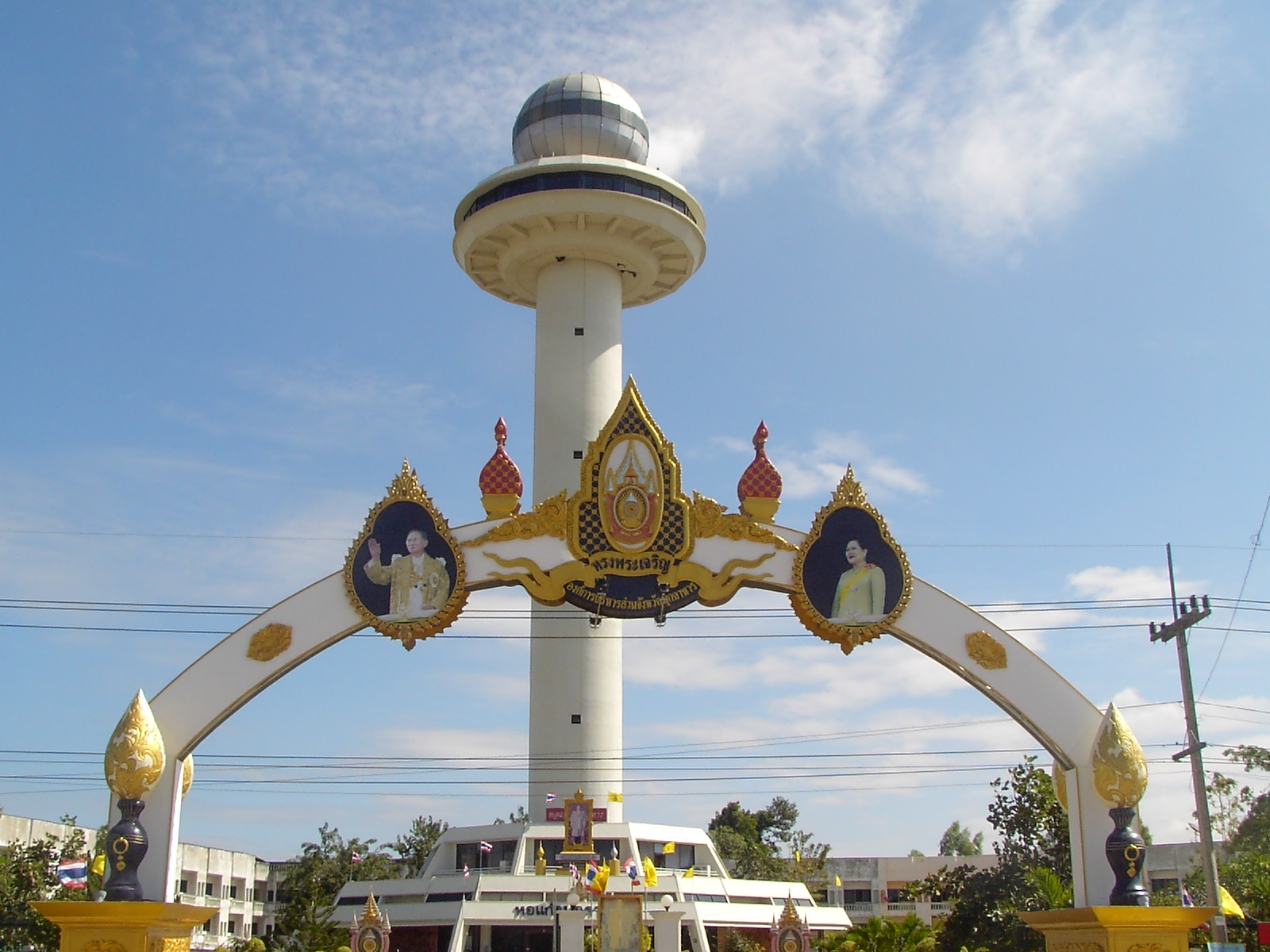
Le Ho Kaeo Mukdahan

Le Ho Kaeo Mukdahan (หอแก้วมูดาหาร), est une tour panoramique de 65,5 m construite en 1996 pour fêter le cinquantième anniversaire de l'accession au trône du roi Rama IX.
- (en) Cet article est partiellement ou en totalité issu de l’article de Wikipédia en anglais intitulé « Mukdahan » (voir la liste des auteurs).